# دیکی مور
دیکی مور (انگلیسی: Dickie Moore؛  ‏۱۲ سپتامبر ۱۹۲۵ – ۷ سپتامبر ۲۰۱۵) یک هنرپیشه، و نویسنده اهل ایالات متحده آمریکا بود. وی بین سال‌های ۱۹۲۷ تا ۱۹۵۷ میلادی فعالیت می‌کرد.
از فیلم‌ها یا برنامه‌های تلویزیونی که وی در آن نقش داشته است، می‌توان به پاهای میلیون دلاری، حریره و شیر، الیور توئیست، آوای برنادت، زندگی امیل زولا، مادام اکس، گروهبان یورک، بهشت می‌تواند صبر کند، از درون گذشته، داستان لوئی پاستور، گل ساعت، بذر، گلادیاتور اشاره کرد.